# Kraftwerk Neumünster
Das Kraftwerk Neumünster ist ein von den Stadtwerken Neumünster betriebenes Heizkraftwerk. Mit einer Höhe von 88 Metern ist es nach dem Fernmeldeturm das zweithöchste Gebäude in Neumünster.

## Geschichte
Das Kraftwerk Neumünster wurde 1899 als Stromkraftwerk erbaut und ab diesem Zeitpunkt von der Baltischen AG Licht-, Kraft- und Wasserwerke Neumünster instand gehalten. Zu den größten Stromverbrauchern zählten die Betriebe der Textil- und Lederindustrie der Stadt. 410 kW leistete das Kraftwerk an elektrischer Leistung.
1910 begann die Firma mit dem Aufbau eines Überlandnetzes, sodass auch die landwirtschaftlichen Betriebe rund um Neumünster mit Strom versorgt werden konnten.
Zu Beginn der 1920er Jahre wechselte das Kraftwerk den Besitzer und wurde dann von den Städtischen Kraft-, Wasser- und Verkehrswerken Neumünster (kurz Stadtwerke Neumünster) betrieben. Der Brennstoff für das Kraftwerk kam zum großen Teil aus der Ortschaft Hasenmoor (Kreis Segeberg), wo sich eine Torfgewinnungsanlage befindet, die von der Stadt Neumünster besessen wird. 1924 wurden Turbogeneratoren eingebaut, die eine Leistung von 10,000 kW aufweisen können.
Nachdem die Städte Kiel, Flensburg und Neumünster 1925 die Vereinigte Großkraftwerke Schleswig-Holstein AG gegründet hatten, schlossen sich die drei Städte 1928 zu einer Betriebsgemeinschaft zusammen.
Wie auch andere größere Städte in Schleswig-Holstein hat Neumünster eine eigene Stromversorgung, jedoch wurde das Kraftwerk kurz vor Ende des letzten Jahrtausends in ein Heizkraftwerk umgebaut, welches vier Kohlekessel besitzt. 2005 wurde einer der Kohlekessel mit Wirbelschichtfeuerung ausgestattet. Betrieben wird das Kraftwerk mit Steinkohle und Restmüll, es leistet 58 MW netto an elektrischer Leistung und hat eine Bruttoleistung von 76,5 MW.